# Brickaville (district)
Brickaville is een district van Madagaskar in de regio Atsinanana. Het district telt 178.185 inwoners (2011) verdeeld over 17 gemeentes. De hoofdplaats is Brickaville.

## Demografie
| Jaar | Inwoneraantal |
| ---- | ------------- |
| 1993 | 122.588       |
| 2000 | 151.963       |
| 2005 | 178.651       |
| 2007 | 190.636       |
| 2011 | 178.185       |